# Geraldo Freire Soares

Bischofswappen von Geraldo Freire Soares

Geraldo Freire Soares CSsR (* 6. Januar 1967 in Sertânia, Pernambuco) ist ein brasilianischer Ordensgeistlicher und römisch-katholischer Bischof von Iguatu.

## Leben
Geraldo Freire Soares absolvierte zunächst eine Buchhalterausbildung. Ein darauf folgendes Mathematikstudium schloss er mit einem Lizenziat ab. 1994 trat Soares in Recife der Ordensgemeinschaft der Redemptoristen bei. Als Postulant studierte er Philosophie am Institut der Salesianer Don Boscos (INSAF) in Recife. 1995 folgte das Noviziat in Tietê. Soares legte am 11. Februar 1996 in der Kirche Nossa Senhora do Perpétuo Socorro in Garanhuns die erste Profess ab. Anschließend studierte er Katholische Theologie am Theologischen Institut der Franziskaner (Ifto) in Olinda und ab 1997 am Theologischen Institut in São Paulo (Itesp). Am 11. Februar 1999 legte er in der Kirche Nossa Senhora do Perpétuo Socorro in Madalena die ewige Profess ab. Geraldo Freire Soares wurde am 7. April 2000 in der Kirche Nossa Senhora do Perpétuo Socorro in Garanhuns durch den Bischof von Garanhuns, Irineu Roque Scherer, zum Diakon geweiht und empfing am 1. Juli desselben Jahres in der Pfarrkirche São José in Cruzeiro do Nordeste durch den Bischof von Pesqueira, Bernardino Marchió, das Sakrament der Priesterweihe.
Soares war zunächst als Ökonom der Vize-Provinz Recife der Redemptoristen tätig, bevor er 2002 Provinzialrat und 2003 zudem Verantwortlicher für die Aspiranten seiner Ordensgemeinschaft wurde. Von 2004 bis 2011 war er Provinzial der Vize-Provinz Recife. Danach wirkte er als Koordinator des Pastoralen Raums Cristo Redentor und erneut als Verantwortlicher für die Aspiranten. 2013 wurde Geraldo Freire Soares Pfarradministrator der Pfarrei Sagrado Coração de Jesus im Erzbistum Natal und 2014 zusätzlich Bischofsvikar für die Ordensleute. Von 2014 bis 2018 war er abermals Provinzial der Vize-Provinz Recife der Redemptoristen. Danach war er als Pfarradministrator der Pfarrei Nossa Senhora Aparecida im Erzbistum Aracaju tätig. Ab 2019 war Soares Pfarrer der Pfarrei Santíssimo Redentor in Arapiraca im Bistum Penedo. Zudem wirkte er als Superior der dortigen Niederlassung seiner Ordensgemeinschaft. Ferner gehörte er dem Priesterrat des Bistums Penedo an.
Am 4. Mai 2022 ernannte ihn Papst Franziskus zum Bischof von Iguatu. Der emeritierte Bischof von Caruaru, Bernardino Marchió, spendete ihm am 1. Juli desselben Jahres in Cruzeiro do Nordeste die Bischofsweihe; Mitkonsekratoren waren der Bischof von Campo Maior, Francisco de Assis Gabriel dos Santos CSsR, und der Bischof von Pesqueira, José Luiz Ferreira Salles CSsR. Sein Wahlspruch O pão nosso de cada dia („Unser tägliches Brot“) stammt aus dem Vaterunser (Mt 6,11 ). Die Amtseinführung fand am 6. August 2022 statt.